# ダーク (テレビドラマ)
『ダーク』（原題: Dark）は、2017年から放送されているドイツのテレビドラマシリーズ。ドイツの町で起こった子どもの失踪事件をきっかけに、4つの家族の秘密が暴かれるミステリードラマ。制作・脚本はバラン・ボー・オダー、ヤンチェ・フリーゼが務める。2017年12月1日に第1シーズンがNetflixから全世界へ配信され、2020年6月27日に最終となる第3シーズンが配信され完結した。

## あらすじ
2019年、ドイツの小さな田舎町ウィンデンで子供の連続失踪事件が起こる。似たような事件が33年前の1986年にも起こっており、町の人々は事件の真相に迫っていく。そこには4つの家族の何世代にも渡る秘密が隠されていた。

## 登場人物

### カーンヴァルト家
ヨナス・カーンヴァルト
演 - ルイス・ホフマン
演 - アンドレーアス・ピーチュマン
ミハエルとハンナの一人息子。2019年には黄色いレインジャケットをよく着ている。
ミハエル・カーンヴァルト
演 - セバスティアン・ルドルフ
ヨナスの父親。イネスの養子。物語の数ヶ月前に自殺した。
ハンナ・カーンヴァルト
演 - エラ・リー
演 - マヤ・ショーネ
ヨナスの母親。セバスチャンの娘。マッサージ師として働く。
イネス・カーンヴァルト
演 - レナ・ウルゼンドフスキー
演 - アネ・ラテ＝ポレ
演 - アンゲラ・ヴィンクラー
ミハエルの養母。ダニエルの娘。町の病院の看護師として働く。
セバスチャン・クルーガー
演 - デニス・シュミット
ハンナの父。
ダニエル・カーンヴァルト
演 - フロリアン・パンズナー
イネスの父。町の警察署長。

### ニールセン家
マルタ・ニールセン
演 - リサ・ヴィカリ
演 - ニーナ・クロニェーガー
演 - バーバラ・ニュース
ウルリッヒとカタリーナの長女。兄弟はミッケルとマグヌス。バルトシュ・ティーデマンと恋仲で、数ヶ月前にはヨナス・カーンヴァルトと関係があった。
マグヌス・ニールセン
演 - モリッツ・ヤーン
演 - ヴォルフラム・コッホ
ウルリッヒとカタリーナの長男。兄弟はミッケルとマルタ。フランツィスカ・ドップラーと仲が良い。
ミッケル・ニールセン
演 - ダーン・レナール・リーブレンツ
ウルリッヒとカタリーナの末っ子。兄弟はマルタとマグヌス。森で姿を消す。
ウルリッヒ・ニールセン
演 - ルドルフ・ベーケルマン
演 - オリヴァー・マスッチ
演 - ヴィンフリート・グラツェダー
ミッケル、マルタ、マグヌスの父親。妻はカタリーナ。父はトロンテ、母はヤーナ。町の警察官として働き、シャルロッテ・ドップラーは同僚。
カタリーナ・ニールセン
演 - ネーレ・トゥレプス
演 - ヨルディス・トリーベル
ミッケル、マルタ、マグヌスの母親。校長として働く。
マッツ・ニールセン
演 - ヴァレンティン・オッペルマン
ウルリッヒの弟で、1986年に失踪した。
トロンテ・ニールセン
演 - ジョシオ・マーロン
演 - フェリックス・クラマー
演 - ウォルター・クライ
ウルリッヒの父親で、妻はヤーナ。母はアグネス。
ヤーナ・ニールセン
演 - ライク・シンドラー
演 - アン・レビンスキー
演 - タチア・ザイプト
ウルリッヒの母親で、夫はトロンテ。
アグネス・ニールセン
演 - ヘレナ・ピエスケ
演 - アンチュ・トラウェ
トロンテの母親。1953年にトロンテと共にウィンデンの町に越してくる。エゴン・ティーデマンの家に部屋を借り、エゴンの妻ドリス・ティーデマンと深い仲になる。

### ドップラー家
フランツィスカ・ドップラー
演 - ジーナ・アリス・スティービッツ
演 - カリーナ・ビーゼ
ペーターとシャルロッテの長女。マグヌス・ニールセンと仲が良い。
エリザネート・ドップラー
演 - カルロッタ・フォン・ファルケンヘイン
演 - サンドラ・ボークマン
ペーターとシャルロッテの次女。耳が聞こえない。
ペーター・ドップラー
演 - パブロ・ストリーベック
演 - シュテファン・カンプヴィルト
フランツィスカとエリザネートの父親。心理学者として働く。父はヘルゲ。
シャルロッテ・ドップラー
演 - ステファニー・アマレル
演 - カロリーヌ・アイヒホルン
フランツィスカとエリザネートの母親。町の警察官として働き、ウルリッヒ・ニールセンは同僚。
ヘルゲ・ドップラー
演 - トム・フィリップ
演 - ペーター・シュナイダー
演 - ヘルマン・バイアー
ベルントとグレタの息子で、ペーターの父親。1986年には原子力発電所の従業員として働いてたが、2019年には精神を病んで病院にいる。
ベルント・ドップラー
演 - アナトール・トーブマン
演 - ミヒャエル・メンドル
ヘルゲの父親で、妻はグレタ。1953年の原子力発電所のトップで、豪邸に住む。
グレタ・ドップラー
演 - コルデリア・ヴィーゲ
ヘルゲの母親で、夫はベルント。ヘルゲに冷たい態度を取っている。

### ティーデマン家
バルトシュ・ティーデマン
演 - ポール・ルクス
演 - ロマン・クニズカ
レジーナとアレクサンダーの一人息子。マルタ・ニールセンと恋仲にある。
レジーナ・ティーデマン
演 - リディア・マクリデス
演 - デボラ・カウフマン
バルトシュの母親。クラウディアの娘。森のホテルを経営する。
アレクサンダー・ティーデマン
演 - ベラ・ガボール・レンツ
演 - ペーター・ベネディクト
バルトシュの父親。2019年の原子力発電所の所長。結婚前の姓はケーラー。本名はボリス・ニーヴァルト。
クラウディア・ティーデマン
演 - グウェンドリン・ゲーベル
演 - ジュリカ・ジェンキンス
演 - リサ・クロイツァー
レジーナの母親。エゴンとドリスの娘。1986年の原子力発電所の所長。1953年にはヘルゲ・ドップラーの家庭教師をしていた。左右の眼の色が異なる。
エゴン・ティーデマン
演 - ゼバスティアン・フールク
演 - クリスティアン・ペッツォルト
クラウディアの父親。妻はドリス。町の警察官として働く。アグネスとトロンテのニールセン親子が部屋を借りている。
ドリス・ティーデマン
演 - ルイーゼ・ハイヤー
クラウディアの母親。夫はエゴン。家に越してきたアグネス・ニールセンと深い仲になる。
シリヤ・ティーデマン
演 - オーロラ・デルヴィジ
演 - レア・ファン・アッケン
演 - リッシー・パーンタラー
ハンナとイーゴンの娘。バルトシュの妻となり、ノアとアグネスの母。

### その他
ノア
演 - マックス・シンメルフェニッヒ
演 - マルク・ヴァシュケ
失踪事件で目撃された神父の格好をした男。
アダム
演 - ディートリッヒ・ホリンダーボイマー
シーク・ムンドゥスのリーダーで、事件の黒幕とされる人物。
HGタンハウス
演 - アルント・クラビッター
演 - クリスチャン・シュタイアー
時計職人で『時間の旅』の著者。シャルロッテ・ドップラーの保護者。
ベニ / バーナデッテ
演 - アントン・ルバートソフ
トランスジェンダーの売春婦で、町の外れのトレーラーに住んでいる。トーベン・ウェラーは兄弟。
トーベン・ウェラー
演 - レオポルド・ホルヌング
黒い眼帯を付けている警察の捜査官。ベニは兄弟。
クラウゼン
演 - シルヴェスター・グロート
2020年に着任した警察の捜査主任。失踪事件を調べ直している。
謎の男
演 - クロード・ハインリッヒ
演 - ジェイコブ・ディール
演 - ハンス・ディール
全てのループの起源とされる人物。

## 家系図 / 相関図
シーズン1終了時の家系図
シーズン2終了時の家系図
物語完結時の家系図
家系の円環解説図
ヨナスの"移動"の記録

## エピソード
| シーズン | シーズン | 話数 | 話数 | 放送期間      | 放送期間      |
| -------- | -------- | ---- | ---- | ------------- | ------------- |
|          | 1        | 10   | 10   | 2017年12月1日 | 2017年12月1日 |
|          | 2        | 8    | 8    | 2019年6月21日 | 2019年6月21日 |
|          | 3        | 8    | 8    | 2020年6月27日 | 2020年6月27日 |

＊各シーズン全話一斉配信

### シーズン1 (2017)
| 通算 話数 | シーズン 話数 | タイトル                                                                    | 監督                 | 脚本                               | 公開日        |
| --------- | ------------- | --------------------------------------------------------------------------- | -------------------- | ---------------------------------- | ------------- |
| 1         | 1             | "秘密" "Secrets" "Geheimnisse"                                              | バラン・ボー・オダー | Jantje Friese バラン・ボー・オダー | 2017年12月1日 |
| 2         | 2             | "嘘" "Lies" "Lügen"                                                         | バラン・ボー・オダー | Jantje Friese Ronny Schalk         | 2017年12月1日 |
| 3         | 3             | "過去と現在" "Past and Present" "Gestern und Heute"                         | バラン・ボー・オダー | Jantje Friese Marc O. Seng         | 2017年12月1日 |
| 4         | 4             | "二重生活" "Double Lives" "Doppelleben"                                     | バラン・ボー・オダー | Martin Behnke Jantje Friese        | 2017年12月1日 |
| 5         | 5             | "真実" "Truths" "Wahrheiten"                                                | バラン・ボー・オダー | Martin Behnke Jantje Friese        | 2017年12月1日 |
| 6         | 6             | "世界は創られる" "Sic Mundus Creatus Est"                                   | バラン・ボー・オダー | Jantje Friese Ronny Schalk         | 2017年12月1日 |
| 7         | 7             | "岐路" "Crossroads" "Kreuzwege"                                             | バラン・ボー・オダー | Jantje Friese Marc O. Seng         | 2017年12月1日 |
| 8         | 8             | "因果律" "As You Sow, so You Shall Reap" "Was man sät, das wird man ernten" | バラン・ボー・オダー | Martin Behnke Jantje Friese        | 2017年12月1日 |
| 9         | 9             | "すべては今" "Everything Is Now" "Alles ist Jetzt"                          | バラン・ボー・オダー | Jantje Friese Marc O. Seng         | 2017年12月1日 |
| 10        | 10            | "アルファにしてオメガ" "Alpha and Omega" "Alpha und Omega"                  | バラン・ボー・オダー | Jantje Friese Ronny Schalk         | 2017年12月1日 |

### シーズン2 (2019)
| 通算 話数 | シーズン 話数 | タイトル                                                      | 監督                 | 脚本                         | 公開日        |
| --------- | ------------- | ------------------------------------------------------------- | -------------------- | ---------------------------- | ------------- |
| 11        | 1             | "始まりと終わり" "Beginnings and Endings" "Anfänge und Enden" | バラン・ボー・オダー | Jantje Friese Daphne Ferraro | 2019年6月21日 |
| 12        | 2             | "ダークマター" "Dark Matter" "Dunkle Materie"                 | バラン・ボー・オダー | Jantje Friese Ronny Schalk   | 2019年6月21日 |
| 13        | 3             | "幽霊" "Ghosts" "Gespenster"                                  | バラン・ボー・オダー | Jantje Friese Marc O. Seng   | 2019年6月21日 |
| 14        | 4             | "旅人たち" "The Travellers" "Die Reisenden"                   | バラン・ボー・オダー | Jantje Friese Martin Behnke  | 2019年6月21日 |
| 15        | 5             | "一度失ったもの" "Lost and Found" "Vom Suchen und Finden"     | バラン・ボー・オダー | Jantje Friese Ronny Schalk   | 2019年6月21日 |
| 16        | 6             | "無限のループ" "An Endless Cycle" "Ein unendlicher Kreis"     | バラン・ボー・オダー | Jantje Friese Martin Behnke  | 2019年6月21日 |
| 17        | 7             | "白い悪魔" "The White Devil" "Der weiße Teufel"               | バラン・ボー・オダー | Jantje Friese Marc O. Seng   | 2019年6月21日 |
| 18        | 8             | "終わりと始まり" "Endings and Beginnings" "Enden und Anfänge" | バラン・ボー・オダー | Jantje Friese Daphne Ferraro | 2019年6月21日 |

### シーズン3 (2020)
| 通算 話数 | シーズン 話数 | タイトル                                            | 監督                 | 脚本                               | 公開日        |
| --------- | ------------- | --------------------------------------------------- | -------------------- | ---------------------------------- | ------------- |
| 19        | 1             | "既視感" "Deja-vu"                                  | バラン・ボー・オダー | バラン・ボー・オダー Jantje Friese | 2020年6月27日 |
| 20        | 2             | "生存者たち" "The Survivors" "Die Überlebenden"     | バラン・ボー・オダー | バラン・ボー・オダー Jantje Friese | 2020年6月27日 |
| 21        | 3             | "アダムとエヴァ" "Adam and Eva" "Adam und Eva"      | バラン・ボー・オダー | バラン・ボー・オダー Jantje Friese | 2020年6月27日 |
| 22        | 4             | "起源" "The Origin" "Der Ursprung"                  | バラン・ボー・オダー | バラン・ボー・オダー Jantje Friese | 2020年6月27日 |
| 23        | 5             | "生と死" "Life and Death" "Leben und Tod"           | バラン・ボー・オダー | バラン・ボー・オダー Jantje Friese | 2020年6月27日 |
| 24        | 6             | "光と影" "Light and Shadow" "Licht und Schatten"    | バラン・ボー・オダー | バラン・ボー・オダー Jantje Friese | 2020年6月27日 |
| 25        | 7             | "時の狭間で" "Between the Time" "Zwischen der Zeit" | バラン・ボー・オダー | バラン・ボー・オダー Jantje Friese | 2020年6月27日 |
| 26        | 8             | "楽園" "The Paradise" "Das Paradies"                | バラン・ボー・オダー | バラン・ボー・オダー Jantje Friese | 2020年6月27日 |

## 製作
2016年2月、Netflixは本作の制作を発注した。10月18日にベルリンとその周辺で撮影が始まり、2017年3月に終了した。
本作はNetflixオリジナルシリーズとしては初のドイツ語の作品となった。
第2シーズンの撮影は2018年6月から始まり、ベルリンでロケが行われた。
第3シーズンの撮影は2019年5月に始まり、2019年12月に終了した。

## 評価

### 批評
本作は批評家から高い評価を受けている。第1シーズンは、批評集積サイトのRotten Tomatoesに44件のレビューがあり、批評家支持率は89%、平均点は10点満点で7.14点となっている。また、Metacriticには14件のレビューがあり、加重平均値は67/100となっている。
第2シーズンは、Rotten Tomatoesに29件のレビューがあり、批評家支持率は100%、平均点は10点満点で8.07点となっている。また、Metacriticには4件のレビューがあり、加重平均値は84/100となっている。